# 維拉 (小说人物)
維拉（Valar）是英國作家約翰·羅納德·鲁埃爾·托爾金的史詩式奇幻小說《精靈寶鑽》中的種族，意思是「阿爾達大有力量者」（Powers of Arda），女性的維拉則被稱為維麗（Valier）。維拉是精靈和人類眼中的諸神，他們是伊露維塔的意念創造出來的埃努，其中十五位力量最強大的埃努協助伊露維塔統治阿爾達，被人類和精靈稱為維拉。維拉之首是曼威:35。後來其中一名維拉米爾寇被除名，成為了天魔王。
首先進入阿爾達的是米爾寇，他依自己的意思將阿爾達大加破壞，隨後十四位維拉進入阿爾達。他們與米爾寇交戰，雖然米爾寇的力量比其餘十四位維拉強大，但是雙拳難敵四手，最後米爾寇戰敗逃走。維拉起初居住在奧瑪倫島，那裡遭米爾寇破壞之後，維拉向西遷至阿門洲，建立維林諾:24。
維拉本身沒有固定的形態，不過他們常常化身成精靈或人類的外型，有時亦會拋棄肉身，用靈魂遊走世界。米爾寇後來失去了化身的力量，索倫也是。

## 名字
維拉本身有很多名字，最常用是昆雅語名字，中土大陸的辛達族精靈稱呼瓦爾妲時為伊爾碧綠絲。他們本身不是神，但人們還是當他們如神一樣崇拜他們，值得注意的是，除歐羅米之外，其餘維拉的名字都不是他們自己實際的名字，維拉真正的名字從未沒有被記錄過。
十四位維拉之中，有八位維拉擁有有最強大的力量，他們統稱叫雅睿塔爾，米爾寇的力量雖然最強大，但他早被除名，不在雅睿塔爾之中。
曼督斯和羅瑞安合稱費安圖瑞兄弟。

## 維拉
- 曼威·甦利繆　（Manwë Súlimo）  大氣之神
- 烏歐牟　（Ulmo）  大海之神
- 奧力·馬哈爾　（Aulë Mahal）  大地之神
- 歐羅米·奧達隆　（Oromë Aldaron）  狩獵之神
- 內牟（曼督斯）　（Námo (Mandos)）  冥王
- 伊爾牟（羅瑞安）　（Irmo (Lórien)）  靈感之神
- 托卡斯·阿斯佗多　（Tulkas Astaldo）  戰鬥之神

## 維麗
- 瓦爾妲·埃蘭帖瑞　（Varda Elentári）  光之女神
- 雅凡娜·齊門泰芮　（Yavanna Kementári）  植物女神
- 妮娜　（Nienna）  悲哀女神
- 伊絲緹　（Estë）  休憩女神
- 薇瑞　（Vairë）  編織女神
- 威娜　（Vána）  百花女神
- 妮莎　（Nessa）  舞蹈女神